# Gare de Shangrao
La gare de Shangrao est une gare ferroviaire chinoise située à Shangrao, dans la province du Jiangxi.